# کوستا دی روویگو
کوستا دی روویگو (به ایتالیایی: Costa di Rovigo) یک کومونه در ایتالیا است که در استان روویگو واقع شده‌است.

## خصوصیات
کوستا دی روویگو ۱۶٫۰ کیلومترمربع مساحت و ۲٬۸۸۶ نفر جمعیت دارد و ۸ متر بالاتر از سطح دریا واقع شده‌است.